# メロマン室内管弦楽団
メロマン室内管弦楽団（メロマンしつないかんげんがくだん）は、日本のアマチュアオーケストラ。兵庫県丹波篠山市を拠点とする。

## 概要
1965年（昭和40年）に当時の篠山町で愛好家や学生をメンバーとして結成された。メンバーの減少に見舞われた時期もあったが、2015年現在は約40名の団員により、定期的な演奏会も実施されている。
1988年にはたんば田園交響ホールの一部の座席を外すことにより設置できるオーケストラ・ピットを使用して、コーラスグループや同市出身の音楽家と共にオペラ『魔笛』全幕を、1990年には『こうもり』全幕を、1994年には「たんば・オペラ・フェスティバル」として『フィガロの結婚』を、1997年にはバレエ『コッペリア』を上演。同ホールにて2013年12月には篠山では初となるベートーヴェンの交響曲第9番「合唱付」を加藤完二の指揮で演奏。
また、同ホールにて2015年11月に結成50周年のコンサートが開催された。2015年11月3日には篠山市から条例に基づき文化功労者として表彰を受ける。

## 名称について
メロディーのマニア→メロマニア→メロマニアの集まり→「メロマン」という結成当時のメンバーの造語である。
ローマ字表記は、Melomanである。
※ゲオルク・フィリップ・テレマンを由来とするテレマン室内オーケストラとは全く別の組織であり、名称の由来も全く異なる。